# La rebelión de los hombres rana
La rebelión de los hombres rana es el séptimo álbum de estudio del grupo español El Último de la Fila; fue lanzado al mercado en 1995 por la discográfica EMI con el sello de Perro Records, en formato CD. Consta de once canciones inéditas, siendo la última de ellas instrumental.
Para esta ocasión el grupo usó unos registros más lentos y más graves, abandonando el rock, para dejar un sonido uniforme de pop, complementado con guitarras eléctricas, teclados y sintetizadores.
Tras dos discos en los que el grupo salió fuera de España para realizar sus grabaciones, este último fue concebido en su totalidad en Barcelona. También se prescindió de colaboradores en la producción, al contrario que en sus últimos trabajos en los que colaboraron Charlie Midnight y David Tickle; para esta ocasión todo el trabajo en la producción recayó sobre Quimi Portet, dueño además del estudio de grabación Cosmonàutica Comas donde se concibió el álbum.
El álbum fue presentado en directo mediante una gira de conciertos por todo el territorio español. Después de este álbum, último de la carrera del grupo, los componentes tardaron tres años en anunciar la separación definitiva.
La portada del álbum corresponde a una adaptación de La Anunciación (versión de Florencia), pintura al fresco de Fra Angelico. Sin embargo, en esta versión se sustituye a la Virgen María por un buzo con traje de neopreno sentado con los pies a remojo y con un cóctel en una mano, así como se le añaden al arcángel Gabriel un visor de buceo y un equipo de aire comprimido. En la parte inferior de la portada, puede leerse una frase en latín: AVRORA IN TABERNA SVMVS. En el tema El bombero del atardecer Manolo pronuncia palabras en latín: [...] ora pro nobis.

## Lista de canciones
| N.º | Título                      | Composición                           | Duración |
| --- | --------------------------- | ------------------------------------- | -------- |
| 1   | ¡Qué bien huelen los pinos! | L: Q. Portet M: Q. Portet y M. García | 4:26     |
| 2   | Las hojas que ríen          | L: M. García M: M. García y Q. Portet | 5:14     |
| 3   | Vestido de hombre rana      | L: Q. Portet M: Q. Portet y M. García | 3:18     |
| 4   | El bombero del atardecer    | L: M. García M: Q. Portet y M. García | 4:42     |
| 5   | Sin llaves                  | L: M. García M: M. García y Q. Portet | 3:36     |
| 6   | Pedir tu mano               | L: Q. Portet M: Q. Portet y M. García | 2:55     |
| 7   | Bailarás como un indio      | L: M. García M: M. García y Q. Portet | 4:10     |
| 8   | Dímelo tú                   | L: M. García M: M. García y Q. Portet | 4:07     |
| 9   | A medio soñar               | L: Q. Portet M: Q. Portet y M. García | 3:45     |
| 10  | Uva de la vieja parra       | L: M. García M: M. García y Q. Portet | 3:47     |
| 11  | Illetes (instrumental)      | M: Q. Portet y M. García              | 4:03     |

## Sencillos
- «Sin llaves» (EMI, 1995)
- «Pedir tu mano» (EMI, 1995)
- «Las hojas que ríen» (EMI, 1996)
- «Vestido de hombre rana» (EMI, 1996)
- «Bailarás como un indio» (EMI, 1996)

## Personal
- Productor: Quimi Portet.
- Ingenieros de mezclas: David Tickle y Quimi Portet.
- Asistente de grabación: Jordi Solé.
- Coordinación: Lluïsa Arranz.
- Estudio de grabación: Cosmonàutica Comas (Barcelona).
- Momento de grabación: Entre el invierno y la primavera de 1995.
- Productores ejectuvios: Carmen Arteaga, Carmen García, Anna Carrascal, Montserrat Nogués y Francesc Alemany.
- Mastering: Stephen Marcussen, de Precision Mastering (Hollywood, California, EE. UU.).
- Grafismo: Sexto.
- Ilustración de la portada: Estudi Canals (Barcelona).

### Músicos
- Manolo García: Voz, percusión.
- Quimi Portet: Guitarras, teclados, bajo, programación.
- Antonio Fidel: Bajo, Slade-bass.
- Juan Carlos García: batería, coros, percusión.
- Nacho Lesko: Órgano, acordeón, coros, percusión.
- Enric Canada: Percusión.
- Pedro Javier González: Guitarra española.
- Josep Lluís Pérez: Guitarra eléctrica.